# راؤول سانشيز سولير
راؤول سانشيز سولير (بالإسبانية: Raúl Sánchez Soler)‏ (1 ديسمبر 1976 في إسبانيا - ) هو لاعب كرة قدم إسباني في مركز الهجوم. لعب مع بوليديبورتيفو إيخيذو وديبورتيفو ألافيس ونادي ألميريا ونادي تينيريفي ونادي سالامانكا ونادي كاستييون وReal Balompédica Linense ‏.

## وصلات خارجية
- راؤول سانشيز سولير على موقع قاعدة بيانات كرة القدم.إي يو (الإنجليزية)
- راؤول سانشيز سولير على موقع Soccerway.com (الإنجليزية)